# Бахмахи
Бахмахи (дарг. БахӀмахьи, в пер. «Отсёлок на склоне») — село в Сергокалинском районе Дагестана.
Входит в состав Нижнемулебкинской сельской администрации (включает села: Нижнее Мулебки, Айнурбимахи, Бахмахи, Бургимахи, Уллукимахи, Цурмахи и Арачанамахи).

## География
Село расположено в 33 км к юго-западу от районного центра — села Сергокала.

## Население
| 1926 | 1939 | 1970 | 1989 | 2002 | 2010 | 2021 |
| ---- | ---- | ---- | ---- | ---- | ---- | ---- |
| 224  | ↗268 | ↘113 | ↗136 | ↗219 | ↗227 | ↗268 |